# Володимирецька сільська рада
Володимирецька сільська рада — орган місцевого самоврядування у Жидачівському районі Львівської області. Адміністративний центр — село Володимирці.

## Загальні відомості
Володимирецька сільська рада утворена в 1939 році. Територією ради протікає річка Свіча.

## Населені пункти
Сільській раді підпорядковані населені пункти:
- с. Володимирці
- с. Заграбівка
- с. Маринка
- с. Подорожнє

## Склад ради
Рада складається з 16 депутатів та голови.

### Керівний склад попередніх скликань
| ПІБ                      | Основні відомості                                                 | Дата обрання | Дата звільнення |
| ------------------------ | ----------------------------------------------------------------- | ------------ | --------------- |
| Ємець Володимир Іванович | Сільський голова, 1970 року народження, освіта вища, безпартійний | 26.03.2006   | 31.10.2010      |
| Ємець Володимир Іванович | Сільський голова, 1970 року народження, освіта вища, безпартійний | 31.10.2010   |                 |

Примітка: таблиця складена за даними джерела